# Georges Robert (amiral)
Pour les articles homonymes, voir Georges Robert et Robert.
Georges Robert, né à Courseulles le 31 janvier 1875 et mort à Paris le 2 mars 1965 est un officier de marine et administrateur français. Il termine sa carrière militaire avec rang et appellation d'amiral. Il est principalement connu dans son rôle de Haut commissaire du régime de Vichy pour les territoires français d'outre-mer de l'Atlantique Ouest (Antilles-Guyane et Saint-Pierre-et-Miquelon).

## Biographie
(juillet 2021).

### Famille et formation
Georges Robert est issu d'une famille de manufacturiers de dentelle. Fils d’Edmond-Achille Robert et de Léontine-Marie Gombeaux, il est l’ainé de cinq enfants. En 1893, à l'âge de dix huit ans, il entre à l'École navale, après des études à l’Institution Saint-Joseph de Caen, puis au collège naval de Cherbourg. Georges Robert est enseigne de vaisseau en 1900 et participe à une campagne de dix-huit mois à Madagascar.

### Première Guerre mondiale
Lieutenant de vaisseau, il commande le sous-marin Phoque, puis le contre-torpilleur Mameluk en 1915.
Il participe à la bataille des Dardanelles, où il intervient dans le sauvetage des naufragés du transport de l'État Amiral Hamelin. Breveté de l’École de guerre navale, capitaine de frégate en 1916, il commande le torpilleur Commandant Rivière puis le torpilleur Casque.

### Entre Deux-Guerres
Il est promu capitaine de vaisseau en 1921, contre-amiral en 1926, vice-amiral en 1930, inspecteur général des forces maritimes en Méditerranée 1932. Grand croix de la Légion d'honneur. Admis en 2e section en 1937 avec rang et appellation d'amiral (5 étoiles). Il est rappelé en activité, sur sa demande, en août 1939. Le 15 septembre, à Fort-de-France, il prend les fonctions de commandant en chef de l’Atlantique Ouest et de haut commissaire de France aux Antilles, à Saint-Pierre-et-Miquelon et en Guyane. Il y dispose des croiseurs Émile Bertin et Jeanne d'Arc, du porte-avions Béarn qui transporte 107 avions achetés par la France aux États-Unis avant l'armistice, des croiseurs auxiliaires Barfleur et Quercy, du pétrolier Var, de l’aviso Ville-d’Ys, et d’une importante garnison à la Martinique. En outre, il assure la protection d’un stock de 286 tonnes d’or de la Banque de France évacué de métropole.

### Seconde Guerre mondiale
Après l’Armistice il refuse les résolutions des Conseils généraux de la Martinique et de la Guadeloupe du 14 juin 1940, considérant qu'une pression extérieure est exercée sur le Parlement. Les conseils généraux demandent la transmission du pouvoir à ceux-ci en application de l'article 1 de la loi du 15 février 1872 (la demande est formulée en Guadeloupe par un homme et la loi n'est ni applicable, ni exécutoire ni en lien avec ce contexte précis). Le conseil général de la Martinique vote la continuation du combat aux côtés des Alliés. Pendant la période des hostilités, Robert organise la défense des communications maritimes en liaison avec son homologue britannique des Bermudes.

### Haut commissaire au théâtre de l'Atlantique-Ouest (1939-1943)
Les États-Unis ayant reconnu le gouvernement de Vichy, l’amiral Robert négocie avec eux. Moyennant la garantie de sa neutralité, il obtient les ravitaillements nécessaires. Après l’entrée en guerre des États-Unis en décembre 1941, il confirme à l’amiral Horne (en), Vice-chef des Opérations navales américaines, qu’il restera fidèle aux engagements passés. En rapport cordial avec son interlocuteur, celui-ci fait la confidence « pour éviter la casse entre amis », qu’il préparait un important débarquement au Maroc à la fin du mois d’octobre 1942. Cette information transmise par un émissaire est reçue le 17 avril 1942 à l’Amirauté française. En avril 1943, les États-Unis suspendent le ravitaillement des Antilles. Dans la crise qui en résulte, Vichy qui n’a plus de relations diplomatiques avec Washington, ordonne de saborder les navires et l’or. « Il (l’amiral Robert) put faire croire à Vichy que tous les appareils avaient été détruits. » De même, il use de subterfuges pour sauver les navires, faisant semblant d’exécuter cette décision et maintenant sa neutralité tout en préparant sa relève selon les principes proposés par le Comité français de Libération nationale (CFLN) d’Alger qui désigne le diplomate Henri Hoppenot. Après le ralliement de la Guyane à la France combattante en mars 1943, une insurrection éclate le 24 juin devant le monument aux morts de Fort-de-France. Le 27 juin, la garnison du camp de Balata (banlieue de Fort-de-France) rejoint la dissidence sous les ordres du commandant Henri Tourtet. Le 14 juillet, Henri Hoppenot — alors ambassadeur de la France combattante à Washington — débarque sur l'île, mandaté par le CFLN. Le lendemain, l'amiral Robert lui transmet ses pouvoirs, puis quitte l'île pour les États-Unis, en passant par Porto Rico, avec une partie de son entourage. Hoppenot ratifie le ralliement de l'île à la France combattante et nomme un nouveau gouverneur, René Ponton, administrateur des colonies et officier français libre en Afrique équatoriale. À son arrivée à Fort-de-France, Hoppenot explique courtoisement que son prédécesseur « avait maintenu pendant quatre ans la souveraineté française entière et inviolée sur les Antilles et qu’à l’heure de suprêmes décisions, résistant aux ordres répétés que Berlin lui faisait transmettre par Vichy, l’amiral Robert avait remis une réserve d’or et une flotte intactes à l’autorité française. » Cette thèse du maintien de la souveraineté française et de la conservation de l'or est souvent avancée et s'appuie sur les mémoires de Robert lui-même. Elle n'efface pas que Robert ne choisit pas la France libre par méfiance vis-à-vis de ses représentants locaux et eu égard à l'importance de sa mission de sauvegarder des actifs de la Banque de France et qu'il est reçu à Vichy par Pétain en 1943.

### Opinion des Antillais et des Guyanais
Durant cette période de pénurie très incertaine, il est décrié par certains Antillais et Guyanais, qui lui reprochent de passer outre aux intérêts locaux, ses positions autoritaires et un certain accaparement des ressources disponibles (rationnement des vivres notamment). On lui reproche surtout un mépris affiché à l'encontre des politiciens locaux, de n'avoir pas pris d'emblée le parti du général de Gaulle, d'avoir entravé une certaine dissidence par des moyens répressifs, ainsi que ses origines bourgeoises et catholiques. L'administration par l'amiral Robert reste présente à la mémoire de nombreux Martiniquais, surtout les plus anciens. La rupture des importations de la Métropole entraîna de graves pénuries. En avril 1943, la suspension du ravitaillement en provenance des États-Unis aggrava les conditions de vie. Les produits de première nécessité comme la farine, la viande salée, le savon, le tissu, firent défaut et durent être remplacés tant bien que mal par des productions locales. On alla jusqu’à couper l’essence avec du rhum pour alimenter les voitures. Les plus âgés n'ont pas oublié la dureté de cette période qu'ils évoquent encore en disant en créole « an tan Wobè », c'est-à-dire « du temps de Robert ». Le modèle ne vaut qu'en Martinique, les Guadeloupéens désignant l'époque comme le Tan Sorin (époque du gouverneur Sorin).

### Procès
En septembre 1944, l’amiral Robert est accusé de collaboration et incarcéré à Fresnes. Mis en liberté provisoire le 24 mars 1946, il comparait devant la Haute Cour de justice le 14 mars 1947. Il est condamné à dix ans de travaux forcés. Cependant la peine est remise à la demande de la Haute Cour de Justice qui l'a prononcée ; les juges ont constaté qu’il avait été très favorable aux Britanniques et qu’après l'opération Catapult du 3 juillet 1940 (saisie ou destruction des navires français par les Britanniques), il avait conclu un modus vivendi avec eux ; qu’il avait maintenu sa neutralité lors de l’occupation de Saint-Pierre et Miquelon par les Forces navales françaises libres ; que son obédience à Vichy n’était que de pure forme et maintenue pour des buts diplomatiques et utilitaires locaux ; que les témoignages des autorités américaines étaient élogieux et qu’il avait contesté la procédure de serment au chef de l’État (Philippe Pétain) comme étant « superflue et dangereuse ».
Il sort libre du tribunal. Six mois plus tard, sa peine est remise. Il bénéficie d’une amnistie totale et de la réintégration dans son rang et appellation d'amiral et conserve ses décorations le 15 avril 1954. Il est relaxé en 1957.

## Décorations
- Grand-croix de la Légion d'honneur
- Croix de guerre 1914–1918
- Commandeur de l'ordre du Mérite maritime
- Croix du combattant
- Médaille coloniale (Madagascar)
- Officier de l'ordre du Ouissam alaouite
- Officier du Nichan Iftikhar
- Distinguished Service Cross
- Chevalier de l'ordre des Saints-Maurice-et-Lazare
- Grand-croix du Mérite militaire d'Espagne
- Médaille de la Valeur militaire (Italie)
- Ordre de la Francisque

## Filmographie
- 2015 : Rose et le Soldat